# 異頭耀鯰
異頭耀鯰，為輻鰭魚綱鯰形目塘虱魚科的其中一種，分布於非洲安哥拉的剛果河流域，棲息在水底，體長可達13.7公分。

## 外部連結
異頭耀鯰的圖片

## 扩展阅读
維基物種上的相關：異頭耀鯰